# Pavetta angustifolia
Pavetta angustifolia är en måreväxtart som först beskrevs av Jean-Baptiste de Lamarck, och fick sitt nu gällande namn av Johann Jakob Roemer och Schult.. Pavetta angustifolia ingår i släktet Pavetta och familjen måreväxter. Inga underarter finns listade i Catalogue of Life.